# 民法典
民法典（Civil code），是指在採用成文法的國家中，用以規範平等民事主体之间私法關係的法典。

## 特点
民法典是以法律條文的方式，以抽象的規則來規範各式法律行為，并规定各类法律行为的法律后果。有些国家的民法典會酌採習慣法作為補充規範的方式，此外也多半規定以當事人間私法自治的方式彌補各種法規的不足。

## 历史
世界上第一部比较著名和有影响力的民法典是《法国民法典》。

## 民法典列表
- 奥地利：《民法通则》
- 亞美尼亞：《亚美尼亚共和国民法典》
- 巴西：《巴西民法典（葡萄牙語：Código Civil brasileiro）》
- 古巴：《古巴民法典（西班牙语：Código Civil de Cuba）》
- 加泰罗尼亚：《加泰罗尼亚民法典》
- 智利：《智利民法典（西班牙语：Código Civil de Chile）》
- 捷克：《捷克民法典（捷克語：Občanský zákoník (Česko, 2012)）》
- 中华人民共和国：《中华人民共和国民法典》
- 埃及：《埃及民法典（阿拉伯语：القانون المدني المصري）》
- 法國：《法国民法典》
- 德国：《德国民法典》
- 希腊：
- 義大利：《意大利民法典（義大利語：Codice civile (Italia)）》
- 日本：《日本国民法》
- ：《大韩民国民法（朝鲜语：대한민국 민법）》
- 拉脫維亞：《拉脱维亚共和国民法典》
- 路易斯安那州：《路易斯安那民法典（英语：Louisiana Civil Code）》
- 澳門：《澳門民法典》[1]
- 尼泊尔：
- 荷蘭：《荷兰民法典（荷兰语：Burgerlijk Wetboek (Nederland)）》
- 菲律賓：《菲律宾民法典（英语：Civil Code of the Philippines）》
- 波蘭：《波兰民法典（波兰语：Kodeks cywilny (ustawa z 1964)）》
- 葡萄牙：《葡萄牙民法（葡萄牙語：Código Civil português）》和《Goa民法（英语：Goa civil code）》
- 波多黎各：《波多黎各民法（英语：Law of Puerto Rico）》
- 魁北克省：《魁北克民法典（法语：Code civil du Québec）》
- 羅馬尼亞：《罗马尼亚民法典（羅馬尼亞語：Codul civil al României）》
- 俄羅斯：《俄罗斯联邦民法典（俄语：Гражданский кодекс Российской Федерации）》
- 西班牙：《西班牙民法典（西班牙语：Código Civil de España）》
- 瑞士：《瑞士民法典（德语：Zivilgesetzbuch）》
- 中華民國：《中华民国民法》
- 泰國：《泰国民商法典》
- 乌克兰：《乌克兰民法典（烏克蘭語：Цивільний кодекс України）》

### 已废止
- ：《巴伐利亚民法典（德语：Codex Maximilianeus Bavaricus Civilis）》
- 丹麦：《日德兰法（丹麥語：Jyske Lov）》
- 美索不达米亚：汉谟拉比法典
- 普魯士王國：《普鲁士一般邦法》
- 塞爾維亞：《塞尔维亚民法典》

## 外部連結
- AN ACT TO ORDAIN AND INSTITUTE THE CIVIL CODE OF THE PHILIPPINES （页面存档备份，存于）
- Civil code of Quebec （页面存档备份，存于）
- Civil code CIV （页面存档备份，存于）